# 内田利雄
内田 利雄（うちだ としお、1961年（昭和36年）10月5日 - ）は、埼玉県出身の元騎手である。浦和競馬場藤原智行厩舎に所属していた。
勝負服の柄は「桃・白星散・桃袖」である。この勝負服の色にちなみ「Mr.PINK（ミスターピンク）」、「ピンクの勝負師」の異名を持つ。

## 来歴
父がかつて川口オートレース場に所属したオートレース選手で、父の元同僚に地方競馬の宇都宮競馬場での関係者がおり、その縁から紹介され、当初は宇都宮競馬場で騎手となった。
1978年10月7日、宇都宮競馬場にて初騎乗し、翌10月8日に初勝利を収めると、以降、地方競馬で通算3145勝、JRAで通算3勝（2019年終了時点）を挙げる。この間、ブライアンズロマン、ベラミロードなどの名馬とともに、栃木地区のナンバーワン騎手として北関東競馬のみならずダートグレード競走でも活躍したほか、中央競馬のレースにも騎乗し、2002年のラジオたんぱ賞を人気薄のカッツミーで制し重賞制覇を果たしている。また、ゴールデンジョッキーカップを3度優勝している（2000年・2003年・2009年）。
売り上げの不振や同じ北関東競馬に属する高崎競馬場、足利競馬場の廃止により単独での興行が困難となったことなどの原因により、2005年3月14日のレースを最後に宇都宮競馬場が廃止されたため、それ以降はどこの競馬場・厩舎にも定着しない事実上のフリー騎手として、日本各地の地方競馬場および日本国外の競馬場を転戦していた。2012年4月12日、埼玉県浦和競馬組合に移籍、小嶋一郎厩舎に所属することが発表された。2012年度はそのまま各地を転戦し、福山、岩手、園田、佐賀で騎乗した。
2011年1月9日、釜山競馬第1レースで海外（韓国・マカオ）通算100勝を達成した。同年4月3日、KRAカップマイル（韓国GII）をメイセイオペラ産駒のSoseuldaemunで優勝し、韓国での重賞初制覇。
小嶋一郎調教師の引退により、2014年8月1日付けで藤原智行厩舎所属となる。
2025年3月6日、「体力的にも精神的にもこれ以上騎乗を続けていくことは難しい」として、2025年3月31日に騎手を引退することを発表した。同月21日に浦和競馬場で引退セレモニーが実施された。引退後の同年4月1日付けで地方競馬全国協会参与を委嘱され、地方競馬教養センターの参与（マイスター職）として騎手候補生の指導に当たる。
埼玉県浦和競馬組合は内田の功績を称え、登録服色である「桃、胴白星ちらし」を永久保存することを、2025年4月28日に発表している（南関東公営競馬では佐々木竹見、石崎隆之、森泰斗、的場文男に次いで5人目）。
なお2013年時点で、地方競馬において「内田」姓を名乗る騎手は彼のみであったが、JRA所属の「内田博幸」との混同を避けるため、競馬新聞では「内田利」と表記されていた（反対に、JRAの予想紙には「内田博」と表記されている）。

## 宇都宮競馬廃止後の所属先
地方競馬では、2012年に騎手会所属騎手制度が制定されるまでフリーの騎手が認められていなかった。そのため、期間限定騎乗騎手制度を利用して遠征先の競馬場の厩舎所属となっての参戦となっている。多くの地区で騎手の移籍について事実上の年齢や人数などの制限を設けていることが、内田がこの形態を選ばざるを得ない要因のひとつとなっていた。
- 2005年6月25日〜8月16日 - 岩手・伊藤和厩舎[12]
- 2005年9月19日〜12月16日[13] - 笠松・南輝幸厩舎[14]
- 2006年1月1日〜3月3日 - 浦和・村田貴広厩舎[15]
- 2006年4月4日〜6月1日 - 兵庫・橋本和男厩舎[16]
- 2006年6月24日〜8月15日 - 岩手・伊藤和厩舎[17]
- 2006年9月2日・9月3日 - 高知[18]
- 2006年9月16日〜11月12日 - 佐賀・山田勇厩舎[19]
- 2006年11月20日〜2007年1月19日 - 浦和・村田貴広厩舎[20]
- 2007年2月9日〜2007年4月21日[21] - マカオ[21]・タイパ競馬場で騎乗。当初は3月11日までであったが、厩舎関係者の要望で1か月滞在を延長することになった。
- 2007年4月30日〜6月28日 - 兵庫・橋本和男厩舎[22]
- 2007年7月14日〜9月3日 - 水沢・佐々木修一厩舎[23]
- 2007年9月15日〜11月18日 - 佐賀・三小田幸人厩舎[21]
- 2007年12月9日〜2008年1月27日 - 福山・田代専二厩舎[24]
- 2008年2月10日・2月11日 - 高知[25]
- 2008年3月14日〜5月24日 - マカオ・タイパ競馬場
- 2008年6月6日〜12月28日 - 韓国・釜山慶南競馬場。当初は8月までの騎乗予定であった[26]が、競馬場からの要請と岩手競馬での騎乗ができなくなった[27]ため滞在を延長した[28]。
- 2009年1月12日〜3月13日 - 浦和・村田貴広厩舎[29]
- 2009年5月20日・5月21日 - 道営[30]・村上正和厩舎[31]
- 2009年6月27日〜8月17日 - 岩手・三野宮通厩舎[32]
- 2009年9月8日〜11月5日 - 兵庫・橋本和男厩舎[33]
- 2009年11月21日〜2010年1月11日 - 佐賀・三小田幸人厩舎[34]
- 2010年1月25日〜3月26日[35]、4月26日〜6月25日[36]  - 浦和・村田貴広厩舎[35][36]
- 2010年7月24日〜10月11日 - 水沢・佐々木修一厩舎[37]
- 2010年11月1日[38]〜2011年8月31日 - 韓国・釜山慶南競馬場[38]。2月一杯で帰国する予定であったが、8月末まで延長。
- 2011年10月1日〜11月21日 - 水沢・佐藤祐司厩舎[39]
- 2011年12月6日〜2012年1月19日 - 兵庫・橋本和男厩舎[40]
- 2012年1月30日〜3月30日 - 浦和・小嶋一郎厩舎[41]
- 2012年4月12日〜 10月12日 - 浦和・小嶋一郎厩舎。
- 2012年10月31日〜 12月27日 - 兵庫・橋本和男厩舎。[42]

## 主な重賞勝利
- 1999年10月20日 - さくらんぼ記念（統一GIII）（ブライアンズロマン）
- 2000年9月27日 - 東京盃（統一GII）（ベラミロード）
- 2001年1月31日 - TCK女王盃（統一GIII）（ベラミロード）
- 2002年6月30日 - ラジオたんぱ賞(GIII)（カッツミー）
- 2007年3月17日 - マカオギニー（マカオGII）(HELION)[43]
- 2008年4月13日 - マカオホンコントロフィー（マカオGI）（SUPREME HERO、日本人初のマカオG1制覇）[44]
- 2008年11月30日 - ブリーダーズカップ（韓国GII）(POWERBOY)
- 2011年4月3日 - KRAカップマイル（韓国GII）(SOSEULDAEMUN)

## 受賞歴
- 宇都宮競馬所属時代にNARグランプリ優秀騎手賞を10回受賞している[45]。
- 2004年[46]、2008年[47]にNARグランプリ特別賞を受賞。2004年は地方競馬通算3000勝、2008年はマカオホンコントロフィー優勝と韓国釜山でリーディングジョッキーを獲得した業績が讃えられたものである。

## 人物・エピソード
- 明るい人柄で人気を博している。
- 競馬ファンを大事にし、ファンサービスにも積極的なことで知られる。「桃夢走馬」という公式ファンクラブがあり、宇都宮所属当時、他地区に遠征したときにファンクラブの人達と自らチャーターしたバスで現地へ向かったこともある。
- パドックで馬に乗る前に騎手はファンに向かって一礼を行い、馬にも会釈をしてから乗る。パドックでの周回時、カメラを構えたファンに対し馬上から流し目を送っている[3]。
- 1998年、ダービーグランプリの騎乗を終えた後、帰りの東北新幹線の車内で同じレースに騎乗したマイケル・ロバーツと遭遇。二人は意気投合し、周囲の座席にいた競馬ファンにビールを振舞うなどして盛り上がった[48]。
- 仲の良い騎手は岩手所属で現在は調教師の菅原勲や同姓でJRA所属の内田博幸、同じくJRA所属であった青木芳之などがいる。博幸に関しては『サラブレ』のコラムでは利雄が博幸を「弟」と呼び、逆に博幸が利雄を「アニキ」と呼び合う仲である[49]。
- 小学生のころ、岩手県の軽米町で暮らしていたことがある[2]。
- 2020年、新型コロナウイルスの流行の下施行される、第25回クラスターカップ（JpnIII）に岩手競馬所属のスティンライクビーで参戦するために[50]、埼玉県から東北新幹線を利用し遠征。盛岡競馬場付近の盛岡駅に到着したところ[51]、NHK盛岡放送局に取材を受けた[52]。報道では「競馬のレースに出走するために訪れた騎手の男性」と紹介され、新型コロナウイルスへの感染対策としてフェイスシールドと不織布マスクを使用した姿で登場した[52]。「新幹線ではフェースシールドをつけてきました。仕事なので移動しますが、ふだんは不要不急の外出はしないようにしています」 — 競馬のレースに出走する騎手、『3連休の盛岡駅前の人出は低調』（NHK岩手NEWSWEB）[52]

## 歌手活動
2000年8月から「ひまわる」というインディーズバンドに「リチャード・ピンク」という芸名で参加している。楽曲は自身が唄う「あかね」や、ひまわるによる内田の応援歌「PINKY PINKY」などがある。フリーになってからも騎乗した先（大井・盛岡・笠松・高知・福山）で「内田大賞典」と題するミニライブを行っている。2007年3月25日に大井競馬場で行われた第6回のときには遠征先のマカオから一時帰国して出演した。楽曲はその他に「エンゲージ」「Still love」「ダートファンタジー」「百年星」「薄紅」などがある。

## 執筆活動
- 競馬雑誌『サラブレ』でコラム「さすらいジョッキーが行く!!」を執筆している。
- 携帯サイト＜競馬総合チャンネル＞の＜地方競馬コース＞で、「ちょっとピンクな話」を連載している。